# Wrexie Leonard
Wrexie Louise Leonard (15 settembre 1867 – Medfield, 9 novembre 1937) è stata un'astronoma statunitense.

## Biografia
Cresciuta tra Troy e Boston, Wrexie Leonard divenne l'assistente di Percival Lowell nel 1893 e lavorò a stretto contatto con l'astronomo fino alla sua morte nel 1916. Leonard non solo si occupava dell'agenda dello scienziato, ma svolse un ruolo di rilievo nell'istituzione dell'Osservatorio Lowell, da cui lei stessa effettuò studi sui pianeti Mercurio, Venere, Giove e, soprattutto, Marte. Il 1º giugno 1904 fu ammessa nella Société astronomique de France, mentre nel 1907 i suoi disegni e appunti su Marte furono pubblicati su Popular Astronomy.
Dopo la morte di Lowell nel 1916, Leonard perse il lavoro e nel 1921 pubblicò un libro di memorie sul suo ex datore di lavoro, Percival Lowell: An Afterglow. Il martedì nero del 1929 intaccò profondamente le sue finanze e poco dopo andò a vivere in una casa di riposo a Roxbury.
Morì nel 1937 a Medfield all'età di settant'anni. Il Cratere Leonard su Venere è stato chiamato così in suo onore.